# 2016 год в спорте
Список 2016 год в спорте описывает спортивные события 2016 года.

## Олимпийское движение
- 12—21 февраля — зимние юношеские Олимпийские игры (Лиллехаммер, Норвегия)[1].
- 17 июня — совет Международной федерации лёгкой атлетики оставил в силе дисквалификацию Всероссийской федерации лёгкой атлетики. Федерация не допустила сборную России к участию в Олимпиаде[2].
- 5—21 августа — XXXI летние Олимпийские игры (Рио-де-Жанейро, Бразилия)[3].
- 7—18 сентября — Паралимпийские игры (Рио-де-Жанейро, Бразилия)[4].

## Бадминтон
- 16—20 февраля — командный чемпионат Европы по бадминтону (Казань, Россия)[5].
- 26 — 1 мая — чемпионат Европы по бадминтону (Ла-Рош-сюр-Йон, Франция)[6].

## Баскетбол
- 13—19 июня — олимпийский квалификационный турнир по баскетболу среди женщин (Нант, Франция)[7].
- 4—10 июля — олимпийский квалификационный турнир по баскетболу среди мужчин (Турин, Италия; Белград, Сербия; Пасай, Филиппины;)[8].

## Биатлон
- 3—13 марта — чемпионат мира по биатлону (Холменколлен, Норвегия)[9].
- 24—28 февраля — чемпионат Европы по биатлону (Тюмень, Россия)[10].

## Бокс
- 9—17 апреля — олимпийский квалификационный турнир по боксу (Самсун, Турция)[11].
- 19—27 мая — чемпионат мира по боксу среди женщин (Астана, Казахстан)[12].
- 17—26 ноября — чемпионат мира по боксу среди юниоров (Санкт-Петербург, Россия)[13].

## Борьба
- 8—13 марта — чемпионат Европы по борьбе (Рига, Латвия)[14]. Неофициальный медальный зачёт выиграла сборная России[15].

## Волейбол
- 4—9 января — олимпийский квалификационный турнир среди женщин (Анкара, Турция)[16].
- 5—10 января — олимпийский квалификационный турнир среди мужчин (Берлин, Германия)[17].

## Гандбол
- 15—31 января — чемпионат Европы по гандболу среди мужчин (Польша)[18].
- 4—18 декабря — чемпионат Европы по гандболу среди женщин (Швеция)[19].

## Гимнастика
- 25—29 мая — чемпионат Европы по спортивной гимнастике среди мужчин (Берн, Швейцария)[20].
- 1—5 июня — чемпионат Европы по спортивной гимнастике среди женщин (Берн, Швейцария)[21].
- 17—19 июня — чемпионат Европы по художественной гимнастике (Холон, Израиль)[22].

## Гребля
- 24—26 июня — чемпионат Европы по гребле на байдарках и каноэ (Москва, Россия)[23].

## Дзюдо
- 21—24 апреля — чемпионат Европы по дзюдо (Казань, Россия[24].

## Конькобежный спорт
- 9—10 января — чемпионат Европы по конькобежному спорту (Минск, Белоруссия)[25][26]. Чемпионами Европы стали Свен Крамер (в 8 раз) и Мартина Сабликова (в 5 раз).
- 22—24 января — Чемпионат Европы по шорт-треку 2016 (Сочи, Россия)[27].
- 10—14 февраля — чемпионат мира по конькобежному спорту на отдельных дистанциях (Коломна, Россия)[28].
- 27—28 февраля — чемпионат мира по конькобежному спорту в спринтерском многоборье (Сеул, Южная Корея)[29]. Чемпионами мира стали во второй раз подряд Павел Кулижников и Бриттани Боу.
- 5—6 марта — чемпионат мира по конькобежному спорту в классическом многоборье (Берлин, Германия)[30]. Чемпионами мира стали Свен Крамер (в 8 раз) и Мартина Сабликова (в 4 раз).

## Лёгкая атлетика
- 17—20 марта — чемпионат мира по лёгкой атлетике в помещении (Портленд, США)[31].
- 26 марта — чемпионат мира по полумарафону (Кардифф, Великобритания)[32].
- 7—8 мая — командный чемпионат мира по спортивной ходьбе (Рим, Италия)[33].
- 6—10 июля — чемпионат Европы по лёгкой атлетике (Амстердам, Нидерланды)[34].
- 19—24 июля — чемпионат мира по лёгкой атлетике среди юниоров (Быдгощ, Польша)[35].
- 22 июля — американская легкоатлетка Кендра Харрисон победила в забеге на 100 метров с барьерами, побив рекорд Иорданки Донковой, державшийся 28 лет[36].

## Настольный теннис
- Чемпионат мира по настольному теннису среди команд 2016
- Чемпионат Европы по настольному теннису 2016

## Плавание
- 6—10 июня — чемпионат Европы по плаванию среди юниоров (Ходмезёвашархей, Венгрия)[37].
- 10—24 июля — чемпионат Европы по плаванию на открытой воде (Хорн, Нидерланды)[38].
- 6—11 декабря — чемпионат мира по плаванию на короткой воде (Виндзор, Канада)[39].

## Регби
- 19 марта — завершился розыгрыш Кубка шести наций по регби, победителем стала сборная Англии[40].

## Самбо
- 13—15 мая — чемпионат Европы по самбо (Казань, Россия)[41].

## Стрельба из лука
- 1—6 мая — чемпионат мира по стрельбе из лука в помещении (Анкара, Турция)[42].
- 23—29 мая — чемпионат Европы по стрельбе из лука (Ноттингем, Великобритания)[43].
- 27 сентября — 2 октября — чемпионат мира по стрельбе из лука в поле (Дублин, Ирландия)[44].

## Теннис
- 31 января — в Австралии закончился Открытый чемпионат Австралии, в одиночном разряде среди мужчин победителем стал Новак Джокович, среди женщин — Анжелика Кербер[45].
- 5 июня — во Франции закончился турнир Большого Шлема, в одиночном разряде среди мужчин победителем стал Новак Джокович, среди женщин — Гарбинье Мугуруса[46][47].

## Тхэквондо
- 19—22 мая — чемпионат Европы по тхэквондо (Монтрё, Швейцария)[48].

## Фехтование
- 25—27 апреля — чемпионат мира по фехтованию (Рио-де-Жанейро, Бразилия)[49].
- 20—25 июня — чемпионат Европы по фехтованию (Торунь, Польша)[50].

## Фигурное катание
- 26—31 января — чемпионат Европы по фигурному катанию (Братислава, Словакия)[51].
- 28 марта — 3 апреля — чемпионат мира по фигурному катанию (Бостон, США)[52][53].
- 8 декабря — 11 декабря — финал Гран-при по фигурному катанию (Монреаль, Канада).

## Футбол
- 26 февраля — на внеочередном конгрессе Международной футбольной федерации (ФИФА) в Цюрихе был выбран новый глава организации. Им стал генеральный секретарь Союза европейских футбольных ассоциаций (УЕФА) Джанни Инфантино[54].
- 5—21 мая — в Азербайджане прошёл XV чемпионат Европы по футболу среди юношей до 17 лет. Чемпионом стала сборная Португалии.
- 3—26 июня — Кубок Америки по футболу (США)[55].. Победителем второй раз подряд стала сборная Чили.
- 10 июня — 10 июля — чемпионат Европы по футболу (Франция)[56]. Чемпионом стала сборная Португалии[57].
- 27 июля — колумбийский «Атлетико Насьональ» во второй раз в истории завоевал Кубок Либертадорес, победив в финале эквадорский «Индепендьенте дель Валье»[58].
- 9 августа — 41-й Суперкубок УЕФА (Тронхейм, Норвегия). «Реал Мадрид» выиграл у «Севильи» со счётом 3:2[59].

## Хоккей с мячом
- 31 января — 14 февраля — 36-й чемпионат мира по хоккею с мячом (Ульяновск, Димитровград, Россия)[60]. Сборная России завоевала золотые медали[61].
- 18—24 февраля — чемпионат мира по хоккею с мячом среди женщин (Розвилл, США)[62].

## Хоккей с шайбой
- 26 декабря 2015 года — 5 января — чемпионат мира по хоккею с шайбой среди молодёжных команд (Хельсинки, Финляндия)[63].
- 28 — 4 мая — чемпионат мира по хоккею с шайбой среди женщин (Камлупс, Канада)[64].
- 6—22 мая — чемпионат мира по хоккею с шайбой (Москва, Санкт-Петербург, Россия)[65]. Чемпионом мира стала сборная Канады[66].
- 17 сентября — 1 октября — кубок мира по хоккею с шайбой (Торонто, Канада)[67].

## Шахматы
- 1—18 марта (Львов, Украина) — матч за звание чемпионки мира между Марией Музычук и Хоу Ифань[68]. Со счётом 6:3 победила Хоу Ифань.
- 10—30 марта — турнир претендентов (Москва, Россия)[69].
- 11—24 мая — чемпионат Европы среди мужчин (Джяковица, Республика Косово).
- 26 мая — 8 июня — чемпионат Европы среди женщин (Мамая, Румыния).
- 1—14 сентября — 42-я Всемирная шахматная олимпиада (Баку, (Азербайджан)[70].
- 11—30 ноября — матч за звание чемпиона мира по шахматам между действующим чемпионом мира Магнусом Карлсеном (Норвегия) и претендентом Сергеем Карякиным (Россия) (Нью-Йорк, США)[71]. Магнус Карлсен отстоял титул чемпиона мира[72].

## Шашки
- 14—18 февраля — чемпионат мира по турецким шашкам (Измир, Турция)[73].
- 30 апреля—1 мая — чемпионат мира по международным шашкам (блиц) среди мужчин и женщин, чемпионат мира по международным шашкам (быстрые шашки) среди мужчин и женщин (Измир, Турция)[74].
- 2 мая — в Измире (Турция) прошёл 1-й чемпионат мира по турецким шашкам среди женщин. Победителем стала россиянка Дарья Ткаченко[75].
- 9—12 июня — в Риме (Италия) прошёл чемпионат мира среди женщин по чекерсу по версии 3-Move[76]. Чемпионкой мира стала Амангуль Бердиева (Туркменистан).
- 8—15 июля — в Риме (Италия) состоялся матч за звание чемпиона мира по чекерсу среди мужчин по версии GAYP[76] Победу одержал итальянец Микеле Боргетти, став чемпионом мира по обеим версиям чекерса.
- 20—30 июля — в Улан-Баторе (Монголия) прошли чемпионаты Азии по международным шашкам среди мужчин  и среди женщин, а также чемпионаты Азии по бразильским шашкам и турецким шашкам[77].
- 22—27 июля — 1-й чемпионат Африки по русским шашкам (Лусака, (Замбия)[78]
- 2—9 сентября — матч за звание чемпиона мира (Карпач, (Польша) по международным шашкам между Наталией Садовска (Польша)и Ольгой Камышлеевой (Нидерланды)[79]. Победила Наталия Садовска.
- 18 сентября — 4 октября — чемпионат Африки по международным шашкам (Бамако, Мали)[80]. Чемпионом стал Н’Диага Самб. В блице победил Марк Нджофанг.
- 22—30 сентября — чемпионат мира по бразильским шашкам (Сан-Паулу, Бразилия)[81]. Победил россиянин Александр Георгиев.
- 22—30 сентября — чемпионат Америки по международным шашкам (Сан-Паулу, Бразилия)[82]. Чемпионом в 4-й раз подряд стал бразилец Аллан Силва.
- 18—26 октября — чемпионаты Европы по международным шашкам среди мужчин  и среди женщин (Измир, Турция)[83].
- 25—27 октября — в Измире (Турция) пройдёт 1-й чемпионат Европы по турецким шашкам среди женщин.[84].
- 11—19 ноября — чемпионаты Европы по русским шашкам среди мужчин  и среди женщин (Тбилиси, Грузия)[85]. Победителями стали россияне Николай Стручков и Жанна Саршаева.
- 3—18 декабря — матч за звание чемпиона мира по международным шашкам между Яном Грунендейком и Рулом Бомстра[86]. Победу одержал Рул Бомстра.

## Шорт-трек
- 22—24 января — чемпионат Европы по шорт-треку (Сочи, Россия)[87].
- 11—13 марта — чемпионат мира по шорт-треку (Сеул, Южная Корея)[88].

## Другие спортивные события
- 8 февраля — финальный матч Национальной лиги американского футбола — Супербоул 50 закончился победой «Денвер Бронкос»[89].
- 8—21 февраля — чемпионат мира по бобслею и скелетону (Игльс, Австрия)[90].
- 2 апреля — второй открытый кубок Алматы по бодибилдингу (Алматы, Казахстан[91].
- 9—22 мая — XXXIII чемпионат Европы по водным видам спорта (Лондон, Великобритания)[92].
- 8 июня — Министерство спорта России опубликовало приказ, согласно которому киберспорт вносится в реестр официально признанных видов спорта[93].
- 17 июня — в Азербайджане впервые прошёл Гран-при Европы чемпионата «Формулы-1»[94].
- 3—8 сентября — вторые Всемирные игры кочевников (Чолпон-Ата, Кыргызстан[95].
- 24 сентября — 3 октября — пляжные Азиатские игры (Нячанг, Вьетнам)[96].

## Скончались
- 7 января — Сергей Викторович Шустиков, советский и российский футболист, полузащитник, защитник; тренер. Мастер спорта (1989).
- 14 января — Леонид Иванович Жаботинский, советский тяжелоатлет, двукратный олимпийский чемпион (1964, 1968) по тяжёлой атлетике, чемпион мира (1964—1966, 1968), чемпион Европы (1966, 1968), пятикратный чемпион СССР (в 1964—1969), заслуженный мастер спорта СССР (1964), установил 19 мировых рекордов, 20 рекордов СССР, 58 рекордов УССР.
- 11 февраля — Кевин Рэндлмен, американский боец смешанного стиля и борец.
- 24 марта — Йохан Кройф, голландский футболист и тренер.
- 3 апреля — Чезаре Мальдини, итальянский футболист и тренер.
- 24 апреля — Клаус Зиберт — немецкий биатлонист и тренер, серебряный призёр Олимпийских игр 1980 года в эстафете, трёхкратный чемпион мира, многократный призёр чемпионатов мира, обладатель Кубка мира 1978/1979 года.
- 8 мая — Вольфганг Патцке (родился в 1959 году), немецкий футболист, игрок национальной сборной[97].
- 3 июня — Мохаммед Али — американский боксёр-профессионал, выступавший в тяжёлой весовой категории, чемпион XVII Летних Олимпийских игр 1960 года в полутяжёлой весовой категории, абсолютный чемпион мира в тяжёлом весе (1964—1966, 1974—1978). Обладатель звания «Боксёр года» (пятикратный — 1963, 1972, 1974, 1975, 1978); один из самых известных боксёров в истории мирового бокса.
- 6 июня
  - Виктор Львович Корчной, советский, впоследствии — швейцарский шахматист, гроссмейстер (1956), претендент на звание чемпиона мира с начала 60-х годов XX века, участник матчей на первенство мира по шахматам 1978 и 1981 года. Четырёхкратный чемпион СССР (1960, 1962, 1964, 1970), трёхкратный чемпион Ленинграда (1955, 1957, 1964). На момент смерти являлся старейшим играющим гроссмейстером в мире.
  - Кимбо Слайс, американский боец смешанных единоборств.
- 10 июня — Горди Хоу — канадский хоккеист, 4-кратный обладатель Кубка Стэнли.
- 19 августа — Нина Аполлоновна Пономарёва, советская легкоатлетка, метательница диска, восьмикратная чемпионка СССР, первая в истории СССР олимпийская чемпионка, двукратная олимпийская чемпионка, рекордсменка мира.
- 24 августа — Нина Алексеевна Ерёмина, советская баскетболистка, чемпионка мира, двукратная чемпионка Европы, пятикратная чемпионка СССР. Заслуженный мастер спорта СССР.
- 25 августа — Сергей Васильевич Марчук, советский конькобежец, заслуженный мастер спорта СССР (1978), российский тренер по конькобежному спорту.
- 30 августа — Вера Чаславска, чехословацкая гимнастка, 7-кратная олимпийская чемпионка, 4-кратная чемпионка мира, многократная чемпионка Европы и Чехословакии, обладательница наибольшего числа золотых олимпийских наград в истории Чехословакии и Чехии.
- 2 сентября — Антонина Середина, советская спортсменка (гребля на байдарках), 2-кратная олимпийская чемпионка 1960 года, 2-кратная чемпионка мира. Заслуженный мастер спорта СССР (1960), заслуженный тренер СССР (1972).
- 23 сентября — Фрэнсис Дефо, канадская фигуристка, 2-кратная чемпионка мира в парном катании (1954, 1955).
- 25 сентября — Арнольд Палмер, американский гольфист.
- 28 ноября — Марк Евгеньевич Тайманов, советский и российский шахматист, международный гроссмейстер (1952), чемпион СССР (1956), пятикратный чемпион Ленинграда (1948, 1950, 1952, 1961, 1973).
- 5 декабря — Марсель Рено — французский гребец, чемпион мира (1949).
- 7 декабря — Пауль Эльвстрём — датский яхтсмен, четырёхкратный олимпийский чемпион (1948, 1952, 1956, 1960).
- 23 декабря — Мирутс Ифтер — эфиопский бегун, двукратный олимпийский чемпион (1980).